# بوربونا
بوربونا (به ایتالیایی: Borbona) یک کومونه در ایتالیا است که در استان ریتی واقع شده‌است.

## خصوصیات
بوربونا ۴۶٫۵ کیلومترمربع مساحت و ۶۴۳ نفر جمعیت دارد و ۷۶۰ متر بالاتر از سطح دریا واقع شده‌است.